# 黒田亜樹
黒田 亜樹（くろだ あき、1968年8月22日 - ）は、日本のピアニスト。大阪府出身。イタリアのミラノ在住。

## 略歴
3歳よりピアノを始める。東京芸術大学音楽学部ピアノ専攻卒業後、イタリア・ペスカーラ音楽院高等課程を最高位で修了。フランス音楽コンクール第1位。フランス大使賞、朝日放送賞受賞。ジローナ20世紀音楽コンクール現代作品特別賞受賞。現代音楽演奏コンクール（日本現代音楽協会主催）で優勝、第6回朝日現代音楽賞受賞。
2003年よりミラノに拠点を構え、日本での演奏活動のみならずヨーロッパでのリサイタルやイタリア・スイスなどの作曲家・演奏家とのコラボレーションなど、欧州各国でも活動している。
演奏家以外にピアノ演奏法の教師としても知られ、国内外でのセミナーのほか、ピアノコンクールの審査員、ミラノ・G.マルツィアーリ音楽院の特別講師を務める。

## 人物・エピソード
- 母はピアノ教師、妹はフルート奏者の黒田由樹、夫は指揮者の杉山洋一。
- 愛称は「クロアキ」で、自身のホームページも「クロアキネット」である。スタート当時は「クロアキ.com」だった。
- 大学受験の際、東京芸術大学の受験を反対されたために半ば反対を押し切って上京し受験に臨み、見事合格する。
- 大学在学中に女性4人組の「芍薬」というバンドでデビュー。ボーカルとキーボードを担当する。六本木インクスティックで行なわれたライブではメンバー全員が決められた曲を演奏せず、予定にはないアストル・ピアソラの曲を演奏するなど、かなり破天荒な構成だった。これが彼女たちにとって最初で最後のライブハウスでの単独ライブとなる[要検証 – ノート]。その後、ファーストアルバムが発売された頃にはほぼ解散状態だった。
- 超絶技巧な演奏とは裏腹に、トークになると饒舌な爆笑トークを展開する。ほかにも、リサイタル中に後ろの席の観客をピアノの周りに呼び、観客に囲まれながら演奏をすることもある。
- メディアなどで何かにつけて「美人演奏家」と紹介する風潮を揶揄し、かつて自身を「美人風ピアニスト」「美人派ピアニスト」と称していたことがある。
- 演奏に集中しすぎるあまり、演奏中に爪を割って流血しても気づかなかったことが何度もある。
- レパートリーは幅広く、歌謡曲からタンゴ、ロック、ジャズ、ゲームミュージック、クラシック、現代音楽までこなす。

## ディスコグラフィー
アルバム
●芍薬
- 「芍薬　SHAKUYAKU」1993年5月21日

●ソロ作品
- 「タンゴ・プレリュード -ピアソラ・ピアノ作品集-」　1998年12月19日
- 「Tango 2000（ミレニアム）」　1999年12月16日
- 「Piano Collections FINAL FANTASY Ⅹ」　2002年2月20日
- 「タルカス & 展覧会の絵」　2004年4月21日
- 「Piano Collections FINAL FANTASY ⅩⅢ」　2010年7月21日
- 「Burgmuller : Complete Etudes 」　2011年6月20日

シングル
- 「あいにきて」芍薬（「エステアップ」CFソング）　1993年4月2日
  - あいにきて　作詞・作曲　黒田亜樹　編曲　長岡成貢
  - 芍薬SONG　作詞　長岡成貢・三浦徳子　作曲　長岡成貢　編曲　長岡成貢

```
※歌詞はジャケットに印刷されているが、それとは別に黒田自身による「あいにきて」の手書き歌詞カードが封入されていた。
```

- 「ぼうけんさがして・まほうのえんぴつ」芍薬・平松英子（「ひらけ!ポンキッキ」ピーターラビットとなかまたちイメージソング）　1993.7.21
  - ぼうけんさがして　作詞・作曲　黒田亜樹・宮崎美枝子（みやざきみえこ）　編曲　黒田亜樹　歌・演奏　芍薬
  - まほうのえんぴつ　作詞・作曲　黒田亜樹・宮崎美枝子　編曲　中村暢之　歌　平松英子

●参加作品
- 「BiG」安達祐実　1995年12月16日
- 「ロミオとジュリエット」広田智之　1997年9月22日
- 「北の国へゆこう」TAKI JINNOUCHI　1999年
- 「マイ・フェイヴァリット（私のお気に入り）」腰越満美・羽山晃生　2001年2月21日
- 「素敵だね featured in FINAL FANTASY Ⅹ」RIKKI　2001年7月18日
- 「加那鳥 -カナリア-」RIKKI　2001年10月3日
- 「20020220 music from FINAL FANTASY～ファイナルファンタジーオーケストラ・コンサート～」　2002年5月9日
- 「ソルト&ペッパー」C⇔Y PROJECT　2002年11月21日
- 「明日の記憶 オリジナル・サウンドトラック」　2006年5月3日
- 「田村徹作品集」　2009年7月22日
- 「南聡 作品集-鏡遊戯-」　2010年3月7日
- 「ライヴ・イン・東京」 アレッサンドロ・カルボナーレ　2012年2月25日

●楽曲提供
- アップルパイひとつ（「おかあさんといっしょ」　1994年4月の歌）
  - 作詞・作曲　みやざきみえこ、黒田亜樹
- どんまい（「おかあさんといっしょ」　1994年9月の歌）
  - 作詞・作曲　みやざきみえこ、黒田亜樹

## 連載、書籍
- 雑誌「ショパン」連載「クロアキのつぶやき」　2004年１月号～2005年12月号　※ブログ「クロアキのつぶやき」で読む事が出来る。
- 「ピアノの本」連載「黒田亜樹のミラノ通信」　2011年10月（218号）～
- 「あなたがピアノを続けるべき11の理由」　構成・解説　飯田有紗　ヤマハミュージックメディア　2011年9月22日

## メディア出演・その他
- テレビ朝日アナウンサー朗読劇「VOICE」　音楽担当、ピアノ演奏
- NHK-FM「FMリサイタル」出演　2000年2月28日
- NHKスタジオパーク　2003年1月17日　マリンバ奏者名倉誠人の伴奏として
- NHK-FM「名曲リサイタル」出演　2004年6月19 日　C⇔Y PROJECTのピアノとして
- インターネットラジオ「BLUE RADIO.COM」火曜日「林田直樹のカフェ・フィガロ」ゲスト出演
- イタリアの音楽専門インターネットTV「LIMEN MUSIC」に出演。不定期で演奏を配信中。
- 「丸ビル35階コンサート」コーディネーター　※現在は休止中